# Diplocyclos
Diplocyclos — рід в'юнких ліан родини Гарбузові (Cucurbitaceae). Рід налічує чотири або п'ять видів. D. palmatus має пантропічне поширення, решта видів обмежена Африкою. Усі види зустрічаються в тропічних лісах і у вологих лісах.
Диплойклоз характеризується простими пальчасто-лопатевими листками та двоцвітими квітками з чоловічими та жіночими квітками в пазушних сидячих суцвіттях або китицях. Diplocylos дає м'ясисті кулясті плоди з чіткими смугастими або плямистими візерунками. Усі частини рослини токсичні у великих кількостях, однак у деяких частинах світу листя їдять у невеликих кількостях як овоч. У лікувальних цілях також використовують листя і плоди.

## Види
- Diplocyclos decipiens
- Diplocyclos leiocarpus
- Diplocyclos palmatus
- Diplocyclos schliebenii
- Diplocyclos tenuis